# Břehová infiltrace
Břehová neboli přirozená infiltrace je přirozené zasakování vody do břehů v okolí povrchových vodních zdrojů (řeky, potoky, rybníky, nádrže). Rychlost a zvodnění závisí na vlastnostech okolního podloží.

## Využití břehové infiltrace

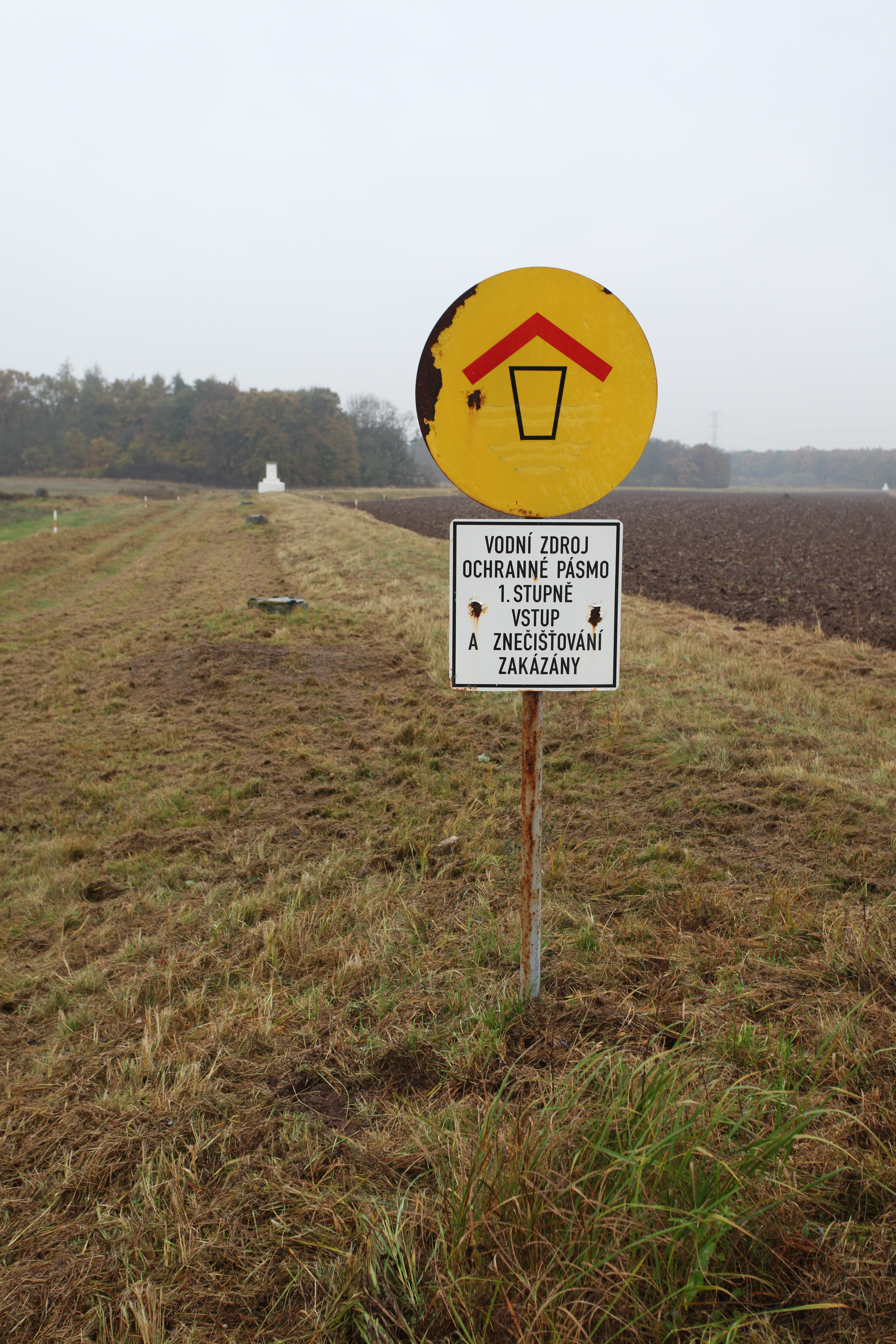
Studně přirozené infiltrace v Káraném

Břehové infiltrace se využívá i při výrobě pitné vody. V místech, kde se za poslední tisíce let vytvořily na březích řek štěrkové a pískové usazeniny, se ve vzdálenosti 200–300 metrů budují řady načerpacích studní. Voda je zde podtlakem čerpána a dopravována k dalšímu zpracování. Vodní zdroj i okolí musí být relativně čisté. Takový způsob získávání vody k další úpravě na pitnou používá například úpravna vod Káraný. Mocnost zdejších štěrkopísků na březích Jizery je 8–12 m. Voda se čistí jak mechanicky, tak chemicky pomocí mikroorganismů.